# مايك غريس
مايك غريس (بالإنجليزية: Mike Grace)‏ هو لاعب كرة قاعدة أمريكي، ولد في 20 يونيو 1970 في جوليت في الولايات المتحدة.

## وصلات خارجية
- مايك غريس على موقع دوري كرة القاعدة الرئيسي (الإنجليزية)
- مايك غريس على موقعبيزبول رفرنس.كوم (الدوري الرئيسي) (الإنجليزية)
- مايك غريس على موقعبيزبول رفرنس.كوم (الدوري الثانوي) (الإنجليزية)
- مايك غريس على موقع إي إس بي إن.كوم (أم.أل.بي) (الإنجليزية)
- مايك غريس على موقع مشجعي الرسوم البيانية (الإنجليزية)